# Łukasz Zakrzewski
Łukasz Zakrzewski (né en 1984)  est un skipper polonais et pilote de char à glace, de catégorie Classe DN. Il est vice champion du monde de char à glace en 2006 et 2008.

## Palmarès en char à voile

### Championnats du monde de char à glace
- Médaille d'argent en 2006 à Säkylä,  Finlande
- Médaille d'argent en 2008 à Lipno nad Vltavou,  Tchéquie
- Médaille de bronze en 2010 à Lac de Neusiedl,  Autriche[1]
- Médaille de bronze en 2011 au Lac Senachwine,  États-Unis

### Championnats d'Europe de char à glace
- Médaille d'argent en 2009,  Russie
- Médaille d'argent en 2011,  Estonie[2]
- Médaille de bronze en 2015,  Estonie

## Décorations
- Croix d'or du Mérite polonais (Złoty Krzyż Zasługi) en 2010[3].